# 下灣村
下灣村位於香港落馬洲村北部的低地，深圳河下游落馬洲河套地區，落馬洲口岸旁。
該村村民屬本地人，有杜氏及郭氏等。